# Felipe Fernández García
Pour les articles homonymes, voir Fernández et García.
Felipe Fernández García (né le 30 août 1935 à San Pedro de Trones, León en Espagne et mort le 6 avril 2012 à San Cristóbal de La Laguna, Tenerife dans les Îles Canaries) est un évêque espagnol. 
Évêque d'Ávila de 1976 à 1991, il est ensuite évêque du diocèse de San Cristóbal de La Laguna (également appelé « diocèse de Tenerife »), jusqu'en 2005. Il était le onzième évêque de Tenerife.

## Biographie
Il a été ordonné prêtre à Plasencia le 28 juillet 1957. 
Nommé évêque d'Ávila le 22 octobre 1976 par Paul VI, il reçoit la consécration épiscopale le 28 novembre suivant, dans la cathédrale d'Avila.
Le 12 juin 1991, le pape Jean-Paul II le nomme évêque de Tenerife. Le 25 juillet 1991 il est installé dans son diocèse. Il y fait son entrée le 11 août 1991. Parmi ses nombreuses actions pastorales au cours de son épiscopat, la principale est la convocation et la tenue du premier synode diocésain de Nivaria. C'est la principale raison pour laquelle son nom restera attaché à l'histoire du diocèse.
Il a également mis en place en 2001, les transferts septénaires (tous les sept ans) de l'image de la Notre-Dame de Candelaria (patronne des îles Canaries) aux villes de Santa Cruz de Tenerife (la capitale de l'île de Tenerife) et San Cristóbal de La Laguna (capitale du diocèse), en commençant par le transfert de la Vierge à Santa Cruz en 2002 et en continuant avec le transfert à La Laguna en 2009 et ainsi de suite tous les sept ans entre les deux villes.
Au cours de son pontificat à Tenerife, le 30 juillet 2002 eut lieu la canonisation au Guatemala de Pierre de Betancur, qui devint le premier canari à être canonisé par l'Église catholique. Felipe Fernández a assisté à cette canonisation avec une grande représentation canarienne. La cérémonie a été présidée par le pape Jean-Paul II.
Il présente sa démission pour raison de santé en septembre 2004, à cause de la maladie de Parkinson. Il résigne officiellement le 29 juin 2005, et le diocèse est alors géré par un administrateur apostolique. Il devient évêque émérite du diocèse de Tenerife. Pendant son épiscopat, il a ordonné 68 prêtres diocésains, 5 religieux et 2 diacres permanents.
Il est mort le 6 avril 2012 à 76 ans en raison de graves problèmes respiratoires. Son corps est exposé dans le palais épiscopal, puis dans l'église de la Conception de San Cristóbal de La Laguna où il est enterré dans l'église elle-même le 10 avril 2012.